# Aleksandra Lyčagina
Aleksandra Sergeevna Lyčagina (in russo Александра Сергеевна Лычагина?; Astrachan', 13 novembre 1987) è una taekwondoka russa.

## Palmarès
- Europei

Montreux 2016: bronzo nei 49 kg.